# Perfume (banda)

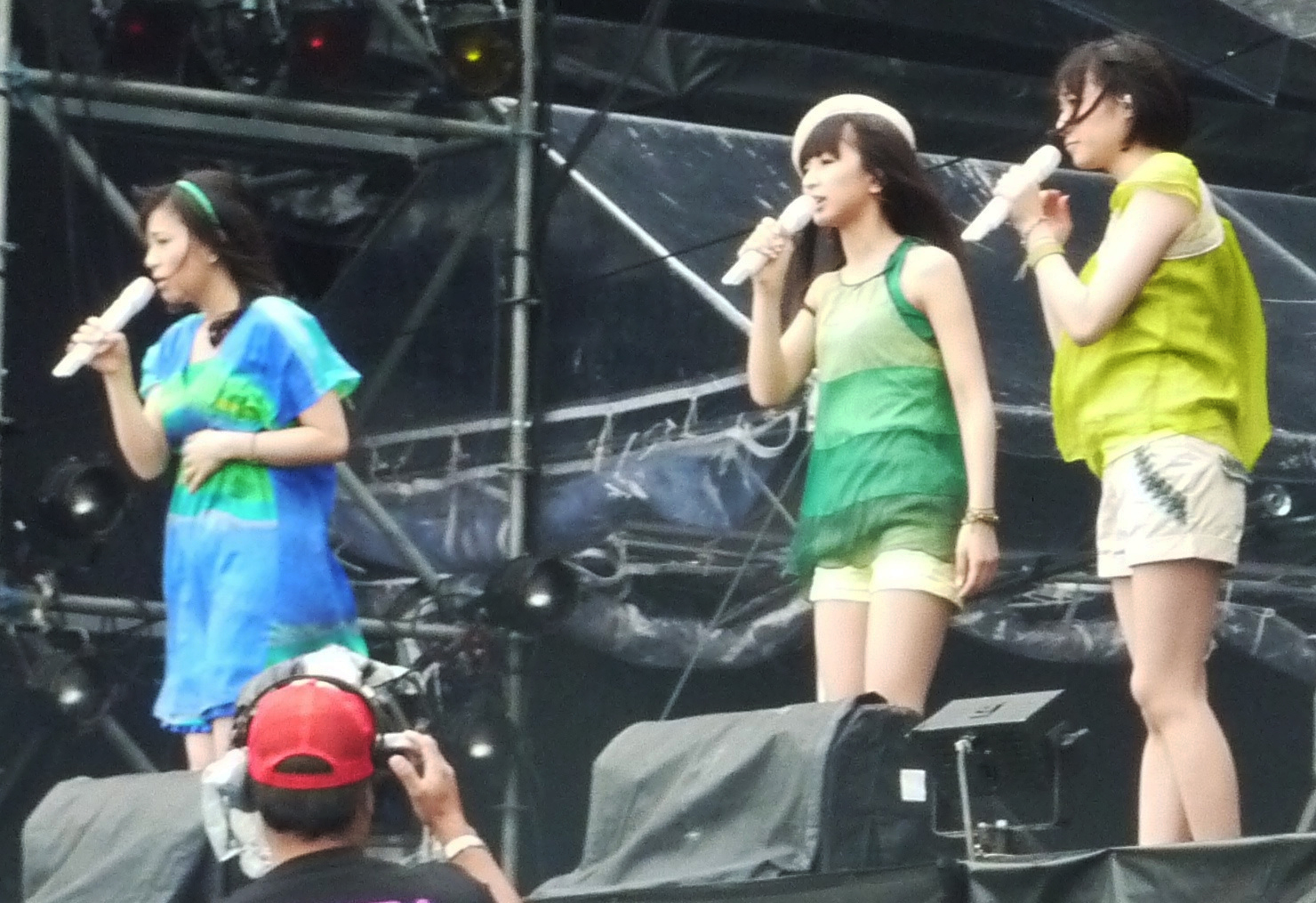
Perfume en 2009

Perfume (パフューム Pafyūmu?) es un trío femenino de j-pop y futurepop originario de Hiroshima, Japón, conformado por Ayano Ōmoto, Yūka Kashino y Ayaka Nishiwaki. El grupo se formó originalmente en el año 2000  en la Actors School Hiroshima y en 2005 hicieron su debut en un sello major de Japón, Tokuma. Desde 2003, la música del grupo es producida por Yasutaka Nakata, fundador del grupo Capsule. La música de Perfume, inicialmente con marcada influencia del post-Shibuya-kei, realizó una marcada transición a la electrónica, la música dance y el pop, una vez que ingresaron al sello Tokuma. La utilización de elementos como auto-tune y vocoders es habitual en sus trabajos musicales

## Biografía

### Inicios en Hiroshima y como grupoindie
El grupo se formó en el 2000 en el contexto de una escuela de talentos llamada Hiroshima Actors School, en las que las tres integrantes originales eran parte. Ayaka Nishiwaki, Yuka Kashino y Yūka Kawashima forman al grupo "Perfume", tomando este nombre a partir del segundo kanji dentro de los nombres de cada miembro de aquel entonces, el cual significa perfume (香 kaori?). Comenzaron escribiendo el nombre del grupo en hiragana   (ぱふゅ～む Pafyūmu?), utilizando esta forma hasta el año 2003. Poco tiempo después Kawashima se retiraría del grupo, por lo que a finales del año 2000 se integra Ayano Ōmoto (Nocchi), que anteriormente pertenecía a otro grupo de la misma academia de talentos conocido como "Happy Baby". El 21 de marzo de 2002 Perfume lanza su primer sencillo, "Omajinai Perori", que fue puesto a la venta exclusivamente en la Prefectura de Hiroshima. Poco a poco comienzan a hacerse de un nombre en la industria local en Hiroshima, y realizan presentaciones en radio, festivales, y en programas de televisión.
Tras haber pasado a tercer año de secundaria, en 2003 el trío se muda a la capital Tokio. Aquí se unen a la empresa Amuse y al sello discográfico Bee-Hive, y cambian el nombre el del grupo a Perfume en letras romanas, el quedaría se consolidaría como el nombre definitivo para el trío. En agosto de este año lanzan su primer sencillo indie a nivel nacional, que se titula "Sweet Donuts". Aquí trabajan por primera vez con el músico Yasutaka Nakata, quien posteriormente pasará a convertirse en el productor musical exclusivo del grupo. En Bee-Hive lanzaron 2 sencillos más, "Monochrome Effect" y "Vitamin Drop", y realizaron presentaciones en distintos y variados lugares. Perfume fue haciéndose de fanáticos ya en todo el país, aunque aún eran consideradas un grupo de culto.

### Debut como bandamajor
En 2005 se unen al sello major Tokuma Japan Communications, y en septiembre lanzan su sencillo major debut, "Linear Motor Girl". Desde este trabajo la música del grupo comienza a cambiar su género, desde el estilo denominado shibuya-kei con toques retro característicos de las primeras producciones de Yasutaka Nakata, a la música electrónica y dance más moderna. En 2006 son lanzados dos sencillos más, "Computer City" y "Electro World", para posteriormente lanzarse el primer álbum del grupo, Perfume ~Complete Best~, que fue catalogado como una "compilación de grandes éxitos" por todos los sencillos incluidos a la fecha (exceptuando sus primeros trabajos de Hiroshima), con sus b-sides correspondientes, y un tema nuevo.
En julio de 2006, un mes previo al lanzamiento del álbum, se lanzó al aire Pa Pa Pa Pa Pa Pa Perfume, un programa de televisión conducido por el trío. El programa contó con un total de nueve episodios, y fue transmitido por la cadena Enta! 371.

### El éxito yGame
En febrero de 2007 Perfume lanza su sencillo Fan Service (Sweet), que incluyó los temas "Chocolate Disco" y "Twinkle Snow Powdery Snow", este último siendo lanzado de forma oficial a través de internet 3 meses atrás, y en marzo lanzan su primer DVD en vivo: Fan Service: Bitter, el cual registró un concierto que el grupo realizó en Shinjuku Astra Hall en diciembre de 2006.
En julio de 2007 Perfume comienza a tener gran exposición en todo Japón, al ser parte del comercial de una campaña de reciclaje del Consejo de Publicidad de Japón (AC) y la NHK, con su canción "Polyrhythm". Tanto revuelo provocó la campaña y el tema en cuestión, que el álbum Perfume ~Complete Best~, tras 11 meses de haberse lanzado en su primera edición y 5 meses de su reedición -donde no había alcanzado un gran impacto- ahora llegaba al n.º 1 de compras en línea de Amazon. Cuando finalmente "Polyrhythm" fue lanzado como sencillo en septiembre de ese año, debutaría en el puesto n.º 7 de las listas de Oricon -su primera entrada al Top 10 de las listas-, ya no se detuvieron más; ya que se habían convertido en uno de los fenómenos musicales del último momento en su país.
En enero de 2008 lanzan su sencillo "Baby Cruising Love/Macaroni", el cual se convirtió en todo un éxito al debutar en el puesto n.º 3 de las listas de Oricon. La misma semana del lanzamiento de este sencillo, el álbum de grandes éxitos del grupo alcanzó las 100 mil copias vendidas, por lo que le fue otorgado un disco de oro por parte de la RIAJ. En abril de este año se lanza Game, el primer álbum de estudio del grupo, y que con este lanzamiento consiguen su primer n.º 1 en las listas de lo más vendido en su país. Game posteriormente también recibiría un Japan Record Award, éxito que celebrarían con su primera gira nacional, Perfume First Tour "Game". En abril de 2008 el grupo comienza el que sería su primer programa de televisión transmitido por una estación grande, Happy!, el cual fue transmitido por la cadena nacional NTV.

### Triangle
En julio del 2008 lanzan el sencillo "Love the World", con el que igualmente llegan al primer lugar de las listas. Los medios reconocieron este logro a Perfume, memorándolo como el primer n.º 1 conseguido por un grupo de música electrónica en las listas de singles de Japón. El 6 y el 7 de noviembre de ese mismo año las integrantes de Perfume cumplieron una de sus más importantes metas, al presentarse en vivo en el que ellas consideran el escenario más importante de su país: el Nippon Budōkan. El 31 de diciembre de este año también son invitadas al Kōhaku Uta Gassen, programa de televisión que tiene más audiencia en todo Japón y que es trasmitido previo al año nuevo. A finales de 2008 también lanzan otro sencillo, "Dream Fighter", el cual llega al puesto n.º 2 de las listas de Oricon.
El 25 de marzo de 2009 el grupo lanza "One Room Disco", sencillo con el que nuevamente llegan a los primeros lugares de las listas de lo más vendido en Japón. En abril las integrantes de Perfume estrenan un nuevo programa en la televisión japonesa, esta vez un programa humorístico llamado Perfume's Chandelier House, el cual fue transmitido por NTV. El 22 de abril fue lanzado a la venta el segundo DVD en vivo del grupo, de su presentación en el Nippon Budoukan, en mayo realizaron un concierto especial llamado Disco! Disco Disco!, en dos días consecutivos en el Gimnasio Nacional Yoyogi. En este concierto estrenaron una nueva canción titulada "Night Flight", que sería posteriormente incluida en el nuevo álbum, y también sería utilizada como tema promocional de una marca de chocolates japonesa. El segundo álbum de estudio y tercer álbum en total de Perfume, titulado "⊿ (Triangle)", fue lanzado el 8 de julio de 2009, y fue promocionado con la segunda gira nacional del grupo, Perfume Second Tour 2009: Choukaku Nitouhe Sankakukei Tour. Triangle fue certificado como platino por la RIAJ al vender más de 300 mil copias.
En 2010, "Monochrome Effect" recibió atención por parte de los medios estadounidenses al aparecer en un episodio de American Dad!.

### JPN
Perfume anunció que su primer sencillo del 2010 sería lanzado el 14 de abril. El PV del tema "Natural ni Koishite" fue subido a YouTube por el canal Tokuma Japan. Se anunció también que sería un sencillo doble-A, titulado "Fushizen na Girl / Natural ni Koishite".
Al participar en la campaña de Pepsi NEX (Japón) del 2010, el grupo, junto con dos otros grupos y bandas, realiza un cover de los años noventa. En su caso, Perfume realizó su propia versión de "Lovefool" de The Cardigans.
El 11 de agosto de 2010, su nuevo sencillo "Voice" fue lanzado. "Voice" apareció en publicidades para Nissan, mientras que el lado B "575" fue utilizado para un comercial de teléfonos Iida. El sencillo debutó en el puesto n.º 1 con ventas en la primera semana de 84911 copias, su récord de ventas en una semana al día de hoy. Para celebrar su décimo aniversario, Perfume realizó un concierto en el Tokyo Dome el 3 de noviembre de 2010. Fueron el primer grupo pop femenino en tocar en esta locación desde Speed. El concierto se tituló 1234567891011, que simboliza los diez años desde la formación del grupo, y el próximo año en su historia. Todos los tickets del concierto se vendieron, con una asistencia de aproximadamente 50000 personas.
Un nuevo sencillo titulado "Nee" fue lanzado el 10 de noviembre de 2010, y alcanzó el puesto n.º 2 en ventas diarias del Oricon con 85.164 copias vendidas.
Perfume se presentó en los Mnet Asian Music Awards 2010, que tuvieron lugar en Macao el 28 de noviembre de 2010. Fue su primer concierto fuera de Japón.
El cuarto álbum del grupo, titulado JPN, fue lanzado al mercado el 30 de noviembre de 2011. El álbum fue precedido por un sencillo promocional lanzado a comienzos de ese mismo mes, cuyo b-side es "Glitter", tema que fue utilizado en comerciales para una bebida desde el mes de agosto, y posterior al lanzamiento del disco Perfume comenzó una gira nacional por todos los estadios tipo arena de Japón.

### 2012
Asimismo en el año 2012, el grupo representó a Japón en la primera edición del Festival de la Canción de la UAR o ABU TV Song festival en inglés, donde participaron 11 naciones de Asia y Oceanía, y se realizó en la Sala de Conciertos de KBS en Seúl, Corea del Sur el 14 de octubre. El festival no fue competitivo.
En febrero de 2012 se anunció que el grupo había firmado con Universal Music Japan siendo su último álbum de estudio JPN lanzado en la iTunes de más de 50 países y un sitio web dirigido a sus fanes fuera de Japón, el primer sencillo bajo el nuevo sello discográfico fue Spring Of Life.

#### LEVEL 3
En el mes de febrero de 2013 el grupo lanza el que sería su primer sencillo del año llamado Mirai no Museum el cual fue utilizado como parte del soundtrack de la película Doraemon: Nobita no Himitsu Dogu Museo, posteriormente el 22 de mayo Perfume lanza un nuevo sencillo titulado Magic of love y un DVD de su primera gira mundial. El 20 de junio de 2013 Perfume hace una presentación en la entrega de premios Cannes Lions con la canción Spending All My Time.
Perfume inicia su primera gira en países fuera de Asia en julio del año 2013 con presentaciones en Alemania (Colonia), Inglaterra (Londres) y Francia (París).
El 2 de octubre de 2013 Perfume publica su cuarto álbum original de estudio bajo el nombre de LEVEL 3 siendo éste el primer disco con su nuevo sello musical Universal Music J contando una vez más con la producción de Yasutaka Nakata, LEVEL 3 vende 250000 unidades recibiendo así la certificación platino por la Recording Industry Association of Japan y se convierte en su cuarto álbum en alcanzar el Número 1 en las listas de Japón.

### 2014
El 22 de febrero de 2014, Perfume fue invitada a actuar en los IX Premios de Música KKBOX en Taiwán. igualmente anunciaron su segunda gira llamada, Perfume Fest !! 2014 que duró del 15 al 20 de marzo, con un estilo de ejecución tipo "Batalla de Bandas" con otros artistas invitados como 9nine, Tokyo Ska Paradise Orchestra y Rip Slyme. La gira consistió en nueve actuaciones en muchos salones de música en Tokio, Hiroshima, Shizuoka, Ishikawa, Kagawa y finalmente en Seúl (corea del sur).
El 30 de abril, el grupo anunció a través de un canal exclusivo de fanclub que planean lanzar un nuevo sencillo en el verano de 2014, que sería su sencillo número 20 más grande desde su debut en la gran discográfica "Linear Motor Girl" Al mismo tiempo anunciaron su quinta gira, titulada Perfume 5th Tour Gurungurun, La gira se titula "Gurungurun" (que significa dar vueltas y vueltas) para representar el largo viaje de Perfume que dará en esta gira por todo Japón, con 14 fechas en 7 ciudades.
El 27 de mayo, Perfume anunció que lanzarían un nuevo sencillo titulado Cling Cling el 16 de julio, junto con otras 3 canciones Hold Your Hand, DISPLAY y Ijiwaru na Hello. El 24 de junio, Perfume anunció su próxima gira mundial titulada Perfume World Tour 3rd desde el 31 de octubre hasta el 15 de noviembre pasando por Taiwán, Singapur, Reino Unido y sus primera visitas a Estados Unidos.
La canción Hold Your Hand hizo que los fanáticos de Perfume de todo el mundo aportaran fotografías de sus manos con varias letras y letras escritas en ellas. Las imágenes fueron compiladas en un vídeo musical final.

### 2015 - 2017 y Cosmic Explorer
Perfume regresó a los Estados Unidos en marzo de 2015 y apareció en South by Southwest (SBSW) el 17 de marzo, su aparición incluyó el debut de una nueva canción, Story y la actuación recibió elogios por la tecnología utilizada y las imágenes futuristas empleadas.
El 29 de abril de 2015, Perfume lanzó un sencillo doble Relax In The City / Pick Me Up. El video de Pick Me Up que presenta un cameo del grupo estadounidense OK Go el 31 de marzo de 2015 y Relax In The City un poco tiempo después.
El 15 de octubre, se lanzó el siguiente sencillo Star Train, la canción fue utilizada como tema del documental de Perfume WE ARE Perfume -WORLD TOUR 3rd DOCUMENT que relató su World Tour 3rd y su actuación en South by Southwest
El 5 de diciembre, Perfume fue presentado en un episodio de "Entertainment Nippon" A la luz de su próximo documental, el episodio detalla la historia del grupo, así como la gente que trabaja detrás escenas para que sean un éxito sus actuaciones en vivo.
El 25 de diciembre de 2015, Perfume anunció un quinto álbum que se lanzará en la primavera de 2016, junto con un recorrido por la arena a nivel nacional, más tarde el 14 de febrero del 2016, se reveló el nombre del quinto álbum de estudio Cosmic Explorer que se lanzaría el 6 de abril, junto con un sexto tour de acompañamiento con el mismo nombre. El sencillo Flash fue lanzado junto con el álbum Cosmic Explorer, como un disco extra.
El 12 de marzo de 2016, Perfume actuó como parte del NHK Ashita e Concert para apoyar a las víctimas del gran terremoto.
El 20 de julio de 2016 se lanzó la colaboración OK Go x Perfume "I Do not Understand You" como tema final de "SUshi Police" serie de anime. El 27 de julio de 2016 Pentatonix lanzó el álbum Pentatonix (Japan Super Edition), con la canción "Perfume Medley", un tributo a Perfume
El 21 de agosto de 2016 MIKIKO y Rhizomatiks del "Equipo Perfume" hicieron la ceremonia de clausura de los Juegos Olímpicos de Río.
El 19 de diciembre de 2016 Rolling Stone Magazine agregó a Cosmic Explorer a la lista "20 mejores álbumes Pop del 2016" en el puesto #16.
El 15 de febrero de 2017, Perfume lanzó la canción Tokyo Girl, la canción principal se usó para el drama "Tokyo Tarareba Girls" donde A-chan debutó como actriz de voz. Hicieron una transmisión en vivo por la plataforma YouTube, interpretando la canción frente a la Torre de Tokio el día de San Valentín
En marzo de 2017, Perfume finalmente lanzó su fragancia PERFUME OF PERFUME, disponible solo en 2017 en su tienda web y en las tiendas Isetan. El 31 de marzo y el 1 de abril de 2017 Perfume hizo su primera aparición dramática en el drama especial Tv Tokyo 'Pensées', disponible pronto en Netflix
El 2 y 3 de junio, tubo lugar el Perfume Fes !! 2017, con los artistas invitados Denki Groove y Chatmonchy en la Sala de exposiciones internacional Makuhari Messe
El 1 de diciembre, se anunció el lanzamiento de la línea de perfumes "Perfume Closet", con elementos unisex inspirados en la ropa que usan en sus vídeos musicales TOKYO GIRL, FLASH, Spring of Life y Laser Beam.

### 2018 - Future Pop
El 14 de marzo de 2018, Perfume lanzó el sencillo Mugen Mirai, que sirve como tema principal para la película Chihayafuru parte 3. El 24 de mayo de 2018, Perfume confirmó oficialmente a través de su página web y cuentas en las redes sociales que su sexto álbum de estudio Future Pop que se lanzaría el 15 de agosto de 2018 y con ella una gira japonesa en el otoño, El título del álbum, la fecha de lanzamiento, la obra de arte y la lista de canciones se revelaron oficialmente el 27 de junio del 2018.

### 2022 - PLASMA
El 27 de junio de 2022, Perfume lanzó su sencillo 「Spinning World」, este Album lo puedes encontrar en distintas plataformas como Spotify, cuenta con un video en Youtube titulado [Official Music Video] Perfume 「Spinning World」.
El disco cuenta con el siguiente setlist:
01 Plasma　
02 Time Warp (v1.1)　
03 ポリゴンウェイヴ (Original Mix)　
04 再生　
05 Spinning World
06 マワルカガミ　
07 Flow　
08 ∞ループ　
09 Drive’n The Rain　
10 ハテナビト　
11 アンドロイド＆
12 さよならプラスティックワールド
Después de llevar más de cuatro años sin actuar fuera de Japón a causa del Covid, Perfume actuó por primera vez en España el 2023. El 1 de junio de 2023 el grupo actuó en el Primavera Sound de Barcelona. Tenía también una actuación programada para el Primavera Sound de Madrid pero se canceló debido a fuertes lluvias.

## Integrantes
Los apodos de las integrantes son considerados como los nombres artísticos de las cantantes del grupo; sus nombres reales nunca son utilizados cuando son presentadas en televisión o en medios de comunicación en general.
| Apodo                | Nombre de nacimiento                        | Fecha de nacimiento                |
| -------------------- | ------------------------------------------- | ---------------------------------- |
| Nocchi (のっち)      | Ayano Ōmoto (大本 彩乃 Ōmoto Ayano)         | 20 de septiembre de 1988 (36 años) |
| Kashiyuka (かしゆか) | Yūka Kashino (樫野 有香 Kashino Yuka)       | 23 de diciembre de 1988 (36 años)  |
| A~chan (あ～ちゃん)  | Ayaka Nishiwaki (西脇 綾香 Nishiwaki Ayaka) | 15 de febrero de 1989 (36 años)    |

### Exintegrantes (integrante inicial)
Yūka Kawashima iba a ser originalmente integrante del grupo, pero decidió dejar el grupo poco tiempo después de su formación para continuar sus estudios, siendo reemplazada por Ayano Ōmoto (Nocchi). Más tarde, se unió a otro grupo llamado Risky, y luego intentó una carrera en solitario como Yuka. Se graduó de la Universidad de Economía de Hiroshima en 2011. Actualmente vive en Hiroshima y trabaja en el YNN4.
| Apodo               | Nombre de nacimiento                      | Fecha de nacimiento              |
| ------------------- | ----------------------------------------- | -------------------------------- |
| Kawayuka (かわゆか) | Yūka Kawashima (河島 佑香 Kawashima Yūka) | 5 de noviembre de 1988 (36 años) |

## Discografía
Anexo: Discografía de Perfume

### Álbumes
| # | Título                  | Temas | Fecha lanzamiento                                                             |
| - | ----------------------- | --- | ----------------------------------------------------------------------------- |
| 1 | Perfume ~Complete Best~ | 01. Perfect Star Perfect Style 02. Linear Motor Girl 03. Computer City 04. Electro World (Album Version) 05. Inryoku 06. Monochrome Effect 07. Vitamin Drop 08. Sweet Donuts 09. Foundation 10. Computer Driving 11. Perfume 12. Wonder2                                                               | 2 de agosto de 2006 (Edición Limitada) 14 de febrero de 2007 (Edición normal) |
| 2 | GAME                    | 01. Polyrhythm 02. Plastic Smile 03. GAME 04. Baby cruising love 05. Chocolate Disco 06. Macaroni 07. Ceramic Girl 08. Take me Take me 09. Secret Secret 10. Butterfly 11. Twinkle Snow Powdery Snow 12. Puppy love                                                                                    | 16 de abril de 2008                                                           |
| 3 | ⊿ (TRIANGLE)            | 01. Take off 02. love the world 03. Dream Fighter 04. edge (⊿-mix) 05. NIGHT FLIGHT 06. Kiss and Music 07. Zero Gravity 08. I still love U 09. The best thing 10. Speed of Sound 11. One Room Disco 12. Negai (Album-mix)                                                                              | 8 de julio de 2009                                                            |
| 4 | JPN                     | 01. The Opening 02. Laser Beam (Album-mix) 03. GLITTER (Album-mix) 04. Natural ni Koishite 05. MY COLOR 06. Toki no Hari 07. Nee 08. Kasuka na Kaori 09. 575 10. VOICE 11. Kokoro no Sports 12. Have a Stroll 13. Fushizen na Girl 14. Spice                                                           | 30 de noviembre de 2011                                                       |
| 5 | LEVEL 3                 | 01. Enter the Sphere 02. Spring of Life (Album-mix) 03. Magic of Love (Album-mix) 04. Clockwork 05. 1mm 06. Mirai no Museum 07. Party Maker 08. Furikaeru to Iru yo 09. Point 10. Daijo Banai 11. Handy Man 12. Sleeping Beauty 13. Spending all my time (Album-mix) 14. Dream Land                    | 2 de octubre de 2013                                                          |
| 6 | COSMIC EXPLORER         | 01. Navigate 02. Cosmic Explorer 03. Miracle Worker 04. Next Stage with you 05. STORY 06. FLASH (Album-mix) 07. Sweet Refrain (Album-mix) 08. Baby Face 09. TOKIMEKI LIGHTS (Album-mix) 10. STAR TRAIN (Album-mix) 11. Relax in the City 12. Pick Me Up 13. Cling Cling (Album-mix) 14. Hold Your Hand | 6 de abril de 2016                                                            |
| 7 | FUTURE POP              | 01. Start-Up 02. Future Pop 03. If you wanna 04. TOKYO GIRL 05. FUSION 06. Tiny Baby 07. Let Me Know 08. Chorairin 09. Mugen Mirai 10. Houseki no Ame 11. Tenku 12. Everyday | 15 de agosto de 2018                                                          |

### Sencillos

#### Indies(ぱふゅ～む,?)
Lanzados exclusivamente en la Prefectura de Hiroshima.
| # | Título                             | Temas                                                          | Fecha lanzamiento      |
| - | ---------------------------------- | -------------------------------------------------------------- | ---------------------- |
| 1 | Omajinai★Perori (OMAJINAI★ペロリ?) | 1. Omajinai Perori 2. Omajinai Perori (Original Karaoke)       | 21 de marzo de 2002    |
| 2 | Kareshi Boshūchū (彼氏募集中?)     | 1. Kareshi Boshuuchuu 2. Kareshi Boshuuchuu (Original Karaoke) | 1 de noviembre de 2002 |

#### Indies
| # | Título                                      | Temas                                                        | Álbum                   | Fecha lanzamiento       |
| - | ------------------------------------------- | ------------------------------------------------------------ | ----------------------- | ----------------------- |
| 1 | Sweet Donuts (スウィートドーナッツ?)        | 1. Sweet Donuts 2. Secret Message 3. Jenny wa Gokigen Naname | Perfume ~Complete Best~ | 6 de agosto de 2003     |
| 2 | Monochrome Effect (モノクロームエフェクト?) | 1. Monochrome Effect 2. Elevator 3. Oishii Recipe            | Perfume ~Complete Best~ | 17 de marzo de 2004     |
| 3 | Vitamin Drop (ビタミンドロップ?)            | 1. Vitamin Drop 2. Inryoku                                   | Perfume ~Complete Best~ | 8 de septiembre de 2004 |
| 4 | Akihabalove ぱふゅーむ x DJ Momo-i          | 1. Akihabalove 2. Akihabalove (Original Karaoke)             |                         | 29 de agosto de 2005    |

#### Major
| #  | Título | Temas                                                           | Álbum                        | Fecha lanzamiento        |
| -- | --- | --------------------------------------------------------------- | ---------------------------- | ------------------------ |
| 1  | Linear Motor Girl (リニアモーターガール?)                                                                     | 1. Linear Motor Girl 2. Foundation 3. Computer Driving          | Perfume ~Complete Best~      | 21 de septiembre de 2006 |
| 2  | Computer City (コンピューターシティ?)                                                                         | 1. Computer City 2. Perfume                                     | Perfume ~Complete Best~      | 11 de enero de 2006      |
| 3  | Electro World (エレクトロ・ワールド?)                                                                         | 1. Electro World 2. Wonder2                                     | Perfume ~Complete Best~      | 28 de junio de 2006      |
| 4  | Fan Service (sweet) (ファン・サーヴィス[sweet]?)                                                              | 1. Chocolate Disco 2. Twinkle Snow Powdery Snow                 | Perfume ~Complete Best~      | 14 de febrero de 2007    |
| 5  | Polyrhythm (ポリリズム?)                                                                                      | 1. Polyrhythm 2. Seventh Heaven                                 | GAME                         | 12 de septiembre de 2007 |
| 6  | Baby cruising love / Macaroni (Baby cruising love / マカロニ?)                                                | 1. Baby cruising Love 2. Macaroni                               | GAME                         | 16 de enero de 2008      |
| 7  | Love the world                                                                                                | 1. Love the World 2. Edge                                       | ⊿ (TRIANGLE)                 | 9 de julio de 2008       |
| 8  | Dream Fighter                                                                                                 | 1. Dream Fighter 2. Negai                                       | ⊿ (TRIANGLE)                 | 19 de noviembre de 2008  |
| 9  | One Room Disco (ワンルーム・ディスコOne Room Disco?)                                                          | 1. One Room Disco 2. 23.30                                      | ⊿ (TRIANGLE)                 | 25 de marzo de 2009      |
| 10 | Fushizen na Girl/Natural ni Koishite (不自然なガール/ナチュラルに恋してFushizen na Girl/Natural ni Koishite?) | 1. Fushizen Na Girl 2. Natural ni Koishite                      | JPN                          | 14 de abril de 2010      |
| 11 | VOICE | 1. VOICE 2. 575                                                 | JPN                          | 11 de agosto de 2010     |
| 12 | Nee (ねぇ?)                                                                                                   | 1. Nee 2. FAKE IT                                               | JPN                          | 10 de noviembre de 2010  |
| 13 | Laser Beam / Kasuka na Kaori (レーザービーム/微かなカオリ?)                                                   | 1. Laser Beam 2. Kasuka na Kaori                                | JPN                          | 18 de mayo de 2011       |
| 14 | Spice (スパイス?)                                                                                             | 1. Spice 2. GLITTER                                             | JPN                          | 2 de noviembre de 2011   |
| 15 | Spring of Life                                                                                                | 1. Spring of Life 2. Communication                              | LEVEL 3                      | 11 de abril de 2012      |
| 16 | Spending all my time                                                                                          | 1. Spending all my time 2. Point 3. Hurly Burly                 | LEVEL 3                      | 15 de agosto de 2012     |
| 17 | Mirai no Museum (未来のミュージアム?)                                                                         | 1. Mirai no Museum 2. Daijo Banai                               | LEVEL 3                      | 27 de febrero de 2013    |
| 18 | Magic of Love                                                                                                 | 1. Magic of Love 2. Handy Man                                   | LEVEL 3                      | 22 de mayo de 2013       |
| 19 | Sweet Refrain                                                                                                 | 1. Sweet Refrain 2. Koi wa Zenkei Shisei                        | COSMIC EXPLORER              | 27 de noviembre de 2013  |
| 20 | Cling Cling                                                                                                   | 1. Cling Cling 2. Hold Your Hand 3. DISPLAY 4. Ijiwaru na Hello | COSMIC EXPLORER              | 16 de julio de 2014      |
| 21 | Relax In The City/Pick Me Up                                                                                  | 1. Relax In The City 2. Pick Me Up 3. Toumei Ningen             | COSMIC EXPLORER              | 29 de abril de 2015      |
| 22 | STAR TRAIN | 1. STAR TRAIN 2. Tokimeki Lights                                | COSMIC EXPLORER              | 28 de octubre de 2015    |
| 23 | FLASH | 1. FLASH                                                        | COSMIC EXPLORER / FUTURE POP | 16 de marzo de 2016      |
| 24 | TOKYO GIRL | 1. TOKYO GIRL 2. Houseki no Ame                                 | FUTURE POP                   | 15 de febrero de 2017    |
| 25 | Everyday | 1. Everyday                                                     | FUTURE POP                   | 14 de junio de 2017      |
| 26 | IF YOU WANNA                                                                                                  | 1. If you wanna 2. Everyday                                     | FUTURE POP                   | 30 de agosto de 2017     |
| 27 | Mugen Mirai                                                                                                   | 1. Mugen Mirai 2. FUSION                                        | FUTURE POP                   | 14 de marzo de 2018      |

### DVD
| # | Título                                                     | Fecha lanzamiento        |
| - | ---------------------------------------------------------- | ------------------------ |
| 1 | Perfume Fan Service Bitter                                 | 14 de marzo de 2007      |
| 2 | Perfume First Tour GAME                                    | 15 de octubre de 2008    |
| 3 | BUDOUKaaaaaaaaaaN!!!!!                                     | 22 de abril de 2009      |
| 4 | Perfume Second Tour 2009 "Chokkaku Nitohen Sankakkei TOUR" | 13 de enero de 2010      |
| 5 | P.T.A. LIVE Zepp Tokyo"                                    | 16 de marzo de 2010      |
| 6 | Perfume Global Compilation "LOVE THE WORLD"                | 12 de septiembre de 2012 |